# Кампания Cool Biz

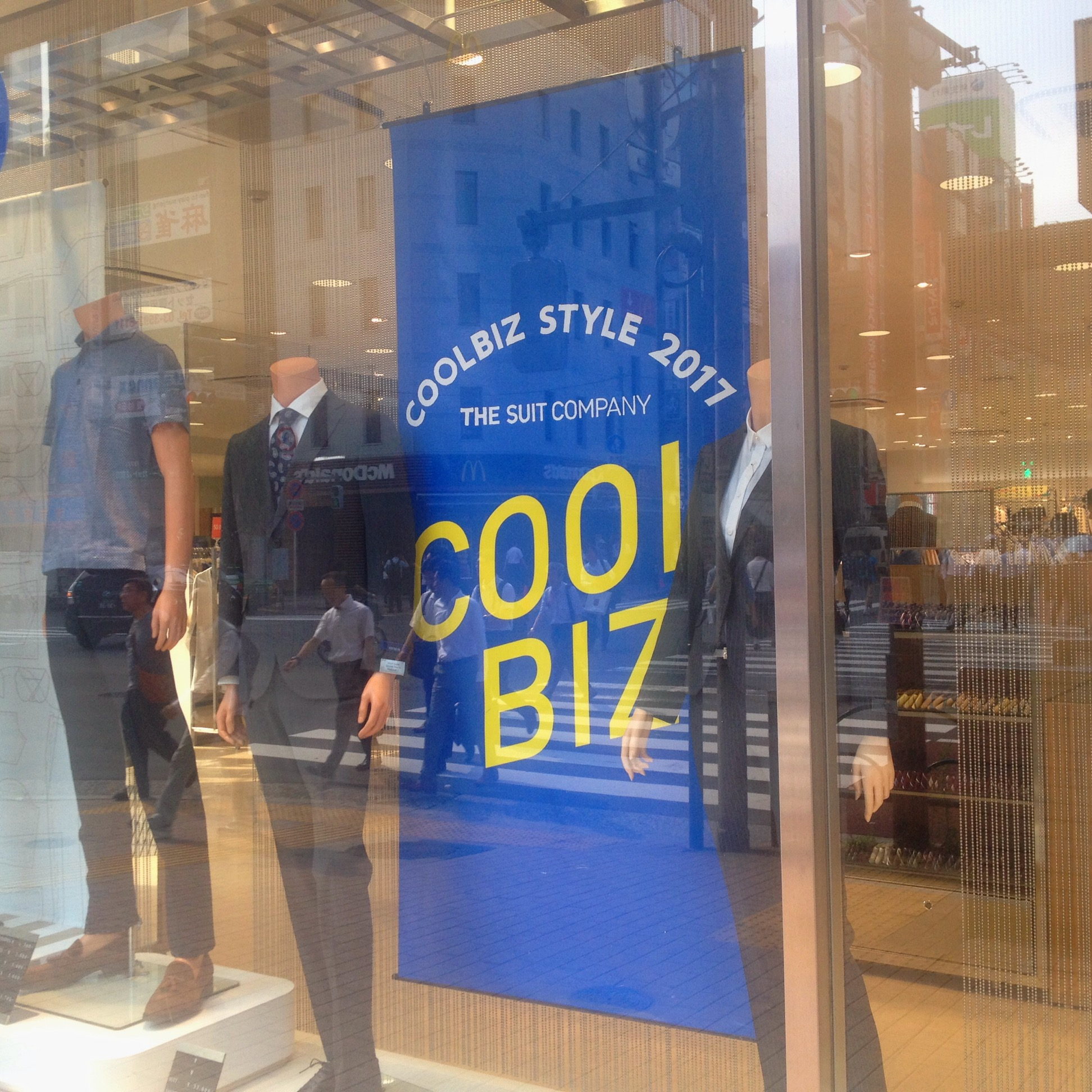
Витрина магазина моды Cool Biz, 2017 год

Кампания Cool Biz (игра слов: крутой бизнес, холодный бизнес) — японская кампания, инициированная в середине 2005 года Министерством окружающей среды Японии с целью сокращения потребления в стране электроэнергии за счёт ограничения использования кондиционеров. Это стало возможным благодаря изменению стандартной температуры офисного кондиционера до 28 °C (82 °F) и введению либерального летнего дресс-кода в бюрократическом аппарате японского правительства, чтобы сотрудники могли работать при более высокой температуре. Затем кампания распространилась на частный сектор.
Идею предложила министр Юрико Коикэ. Первоначально кампания проводилась с июня по сентябрь, но с 2011 года, когда после землетрясения и цунами 2011 года возникли перебои с электроэнергией, её продолжительность была увеличена. Теперь кампания длится с мая по октябрь.

## План
По данным Министерства охраны окружающей среды, центральные правительственные министерства должны были до сентября установить температуру кондиционеров на уровне 28 градусов. Дресс-код Cool Biz рекомендует работникам крахмалить воротнички, чтобы они стояли, и носить брюки из дышащих и впитывающих влагу материалов. Кроме того, рекомендуется носить рубашки с короткими рукавами без пиджаков и галстуков. Однако многие были в замешательстве относительно того, следует ли им следовать новым рекомендациям, и приходили на работу с пиджаками в руках и галстуками в карманах. Даже те, кому нравилась идея одеваться более непринужденно, могли чувствовать себя неловко во время поездок на работу, когда оказывались в окружении одетых в стандартные деловые костюмы негосударственных служащих. Многие государственные служащие заявили, что считают невежливым не надевать галстук при встрече с коллегами из частного сектора.
В Cool Biz приняли участие все руководители правительства. Премьер-министр Коидзуми часто давал интервью без галстука и пиджака, и это значительно повысило известность кампании.

## Результат кампании Cool Biz
28 октября 2005 года Министерство охраны окружающей среды объявило результаты кампании. 30 сентября 2005 года Министерство образования провело интернет-опрос по кампании, в котором приняли участие около 1200 мужчин и женщин, выбранных случайным образом из интернет-панели, набранной исследовательской компанией. Результаты опроса показали, что 95,8 % респондентов знают о Cool Biz, а 32,7 % из 562 респондентов ответили, что в их офисах термостат кондиционера установлен на более высокую температуру, чем в предыдущие годы. На основании этих данных министерство подсчитало, что в результате кампании выбросы CO2 сократились на 460 000 тонн, что эквивалентно объёму CO2, выбрасываемому примерно 1 миллионом домохозяйств за один месяц.
Некоторые компании, включая Toyota, просят своих сотрудников не носить пиджаки и галстуки даже при встречах с деловыми партнёрами.
Результаты 2006 года были ещё лучше, что привело к предполагаемому сокращению выбросов CO2 на 1,14 миллиона тонн, что эквивалентно выбросам CO2 примерно 2,5 млн домохозяйств за один месяц. Министерство также заявило, что намерено и дальше призывать людей устанавливать летнюю температуру в офисах не ниже 28 градусов, а также работать над тем, чтобы концепция Cool Biz прочно укоренилась в обществе.
В июле 2009 года Кабинет министров объявил результаты нового опроса, который показал, что 91,8 % респондентов знали о кампании Cool Biz, и 57 % из них реализовали её на практике.

## Экономические результаты
Министерство экономики, торговли и промышленности (METI) проанализировало, что кампания Cool Biz увеличивает спрос на одежду и создаёт положительный макроэкономический эффект на ВВП в размере 18 миллиардов иен (на лето 2005 года). Научно-исследовательский институт Dai-ichi Life объявил, что в 2005 году общий экономический эффект составил более 100 миллиардов иен.

## Warm Biz
Зимой 2005 года во многих крупных новостных сетях обсуждалось продвижение зимнего стиля, предполагающего, что люди будут носить жилеты, вязаные свитера и пледы. Сначала Warm Biz не был одобрен японским правительством, а пищевая промышленность охотно продвигала эту кампанию, продавая согревающие продукты, такие как набэмоно.
Однако электроэнергетическая отрасль особо кампанию не поддержала. Поскольку на севере Японии популярно отопление на ископаемом топливе, Warm Biz не оказал существенного влияния на потребление электроэнергии. Warm Biz чаще упоминается в контексте охраны окружающей среды, поскольку отопление на ископаемом топливе выделяет больше углекислого газа, чем кондиционеры.

## Super Cool Biz
После землетрясения и цунами в марте 2011 года закрытие по соображениям безопасности многих атомных электростанций привело к дефициту электроэнергии. В целях экономии энергии правительство рекомендовало устанавливать кондиционеры на температуру 28 градусов по Цельсию, выключать неиспользуемые компьютеры, а также призвало сместить рабочие часы на утро и брать более продолжительный летний отпуск, чем обычно. Затем правительство запустило кампанию «Super Cool Biz», чтобы побудить работников носить одежду, подходящую для офиса, но достаточно прохладную, чтобы выдерживать летнюю жару. Разрешались рубашки поло и кроссовки, а также, при определённых обстоятельствах, джинсы и сандалии. 1 июня Министерство охраны окружающей среды начало кампанию «Super Cool Biz» с «рекламой на всю полосу в газетах и фотографиями работников министерства, которые довольно смущённо улыбаются за своими столами, одетые в рубашки поло и красочные рубашки Okinawa kariyushi». Кампания была повторена в 2012 году.

## Cool Biz за пределами Японии
Министерство охраны окружающей среды Южной Кореи и Британский конгресс тред-юнионов с лета 2006 года продвигают свои собственные кампании Cool Biz. Эта концепция также вдохновила Организацию Объединённых Наций на запуск в 2008 году инициативы «Cool UN».